# Deșteaptă-te, române!
Deșteaptă-te, române! (tiếng Việt: Hãy thức dậy, Romania) là quốc ca của România. Nó được sáng tác năm 1848 bởi 2 nhạc sĩ Andrei Mureșanu & Gheorghe Ucenescu. Nhưng Romania không phải là quốc gia đầu tiên sử dụng bài này, mà là Moldova (1917-1918 & 1991-1994).

## Lời (tiếng Romania & tiếng Việt)
Lưu ý rằng, theo luật của România, không có bản dịch chính thức cho bài hát này.